# Institut Smolni

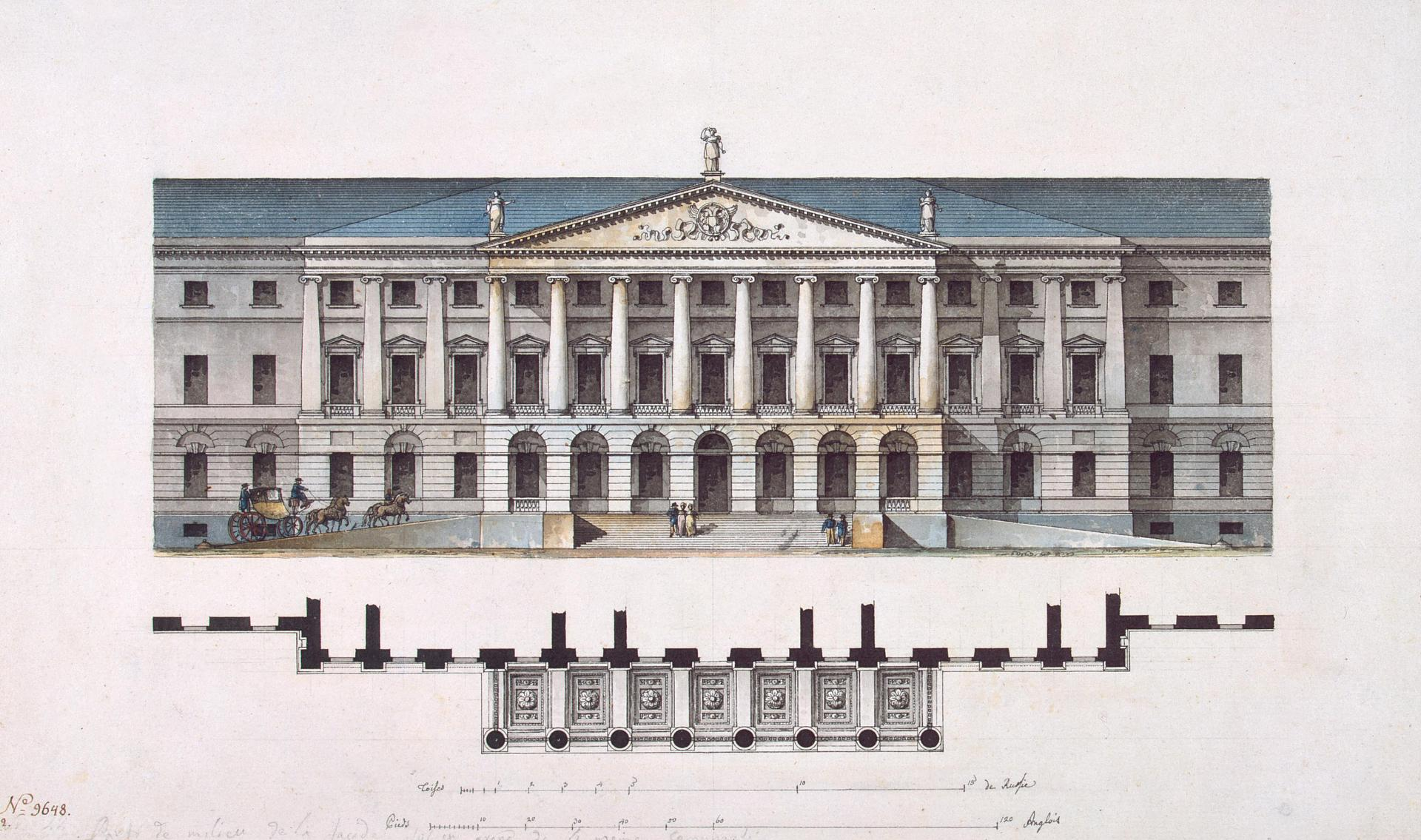
Plànol de la façana frontal

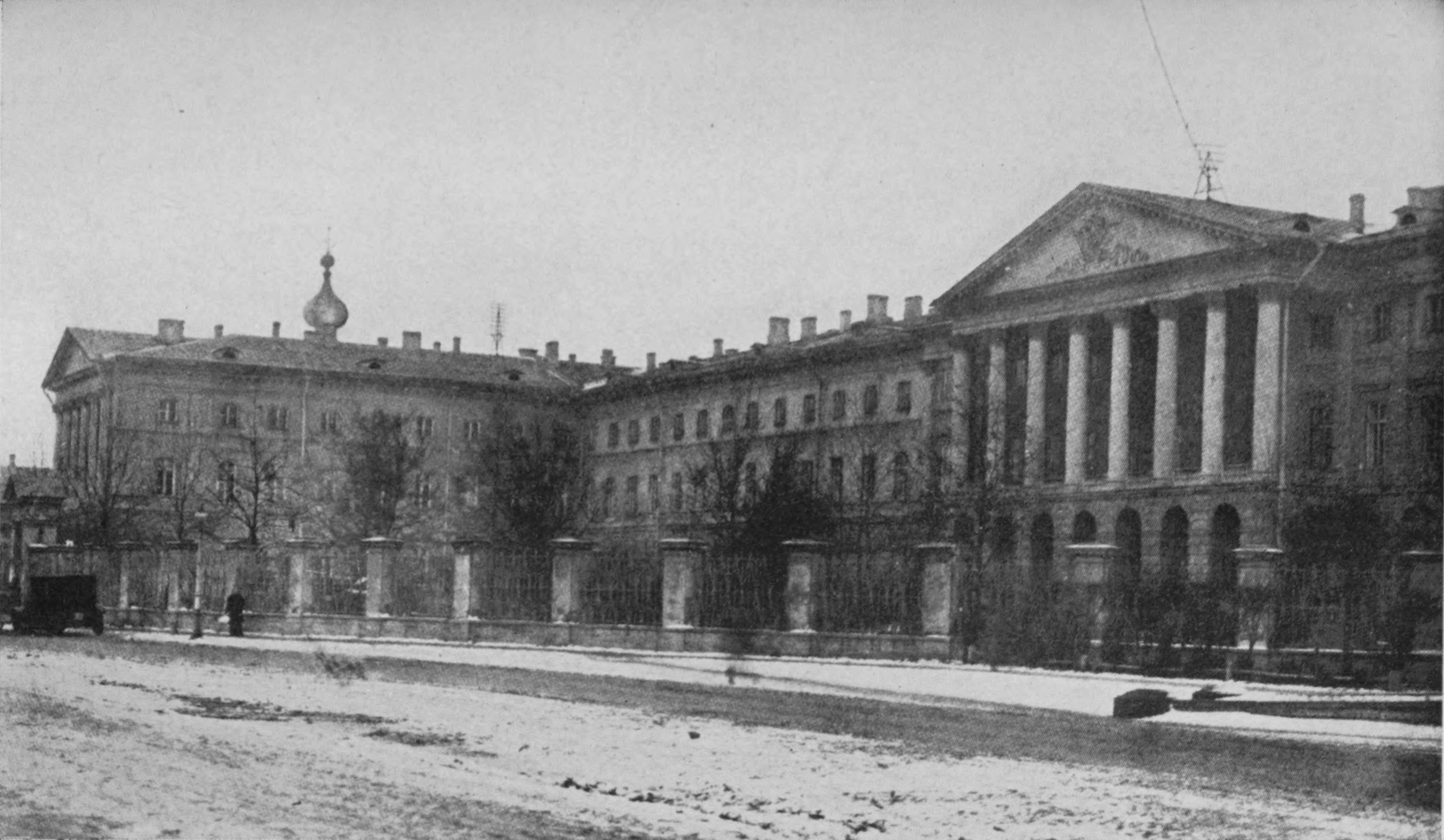
L'institut en l'època de la revolució

L'Institut Smolni, rus: Смольный институт Smolni institut) és un edifici d'estil pal·ladià situat a Sant Petersburg i que ha estat testimoni d'importants esdeveniments de la història de Rússia.
Les obres van ser encarregades a Giacomo Quarenghi per la Societat per a l'Educació de Nobles Donzelles i construït entre 1806 i 1808 per ser la seu de l'institut Smolny per a Nobles Donzelles, fundat per Ivan Betskoi el 1764 i que va prendre el seu nom del proper convent Smolni. 
L'edifici fou triat per Vladímir Lenin com a caserna general bolxevic durant la Revolució d'Octubre de 1917. Va ser la residència de Lenin durant alguns mesos fins que el govern es va traslladar al Kremlin de Moscou. Després l'Smolni va ser seu de l'aparell local del Partit Comunista de la Unió Soviètica i més tard va albergar l'ajuntament de la ciutat. Des de 1927 un monument a Lenin presideix l'entrada de l'edifici. Serguei Kírov hi va ser assassinat el 1934. Des de 1991, l'Smolni serveix de residència al batlle de la ciutat (governador a partir de 1996) i seu de l'administració de la ciutat. El dictador Vladímir Putin hi va treballar entre 1991 i 1997 durant el govern d'Anatoli Sobtxak.